# Luís Paulino d'Oliveira Pinto da França
Luís Paulino de Oliveira Pinto da França (Cachoeira, 30 de junho de 1771 — Oceano Atlântico, 24 de janeiro de 1824) foi militar luso-brasileiro. Foi o primeiro senhor do morgado de Fonte-Nova, comendador das Ordens de Cristo e Conceição, cavaleiro da Torre e Espada e marechal de campo condecorado com a medalha de ouro da Guerra Peninsular. Também foi deputado um dos Deputados brasileiros às Cortes de Lisboa de 1821. Diz-se que faleceu a bordo de um navio que regressava para Lisboa depois de uma viagem até o Rio de Janeiro. Deixou quatro filhos, o primogênito dos quais tornar-se-ia o primeiro visconde e então conde de Fonte Nova.